# ガボンアダー
ガボンアダー（学名：Bitis gabonica）は、クサリヘビ科アフリカアダー属に分類されるヘビ。有毒。特定動物。別名ガブーンバイパー、ガボンバイパー、ガブーンクサリヘビ、ガボンクサリヘビ、ガブーンアダー、ガブンバイパー、ガボーンバイパーというように、頻繁に目にするものから稀にしか使われないものまでさまざまな表記がある。
英名は「Gaboon viper」であるため、ガブーンヴァイパー、ガボンヴァイパー、ガブンヴァイパーと表記されることもある。

## 分布
アフリカ大陸中部から南部にかけて棲息。

## 形態
全長は、通常120‐160cm程であるが稀に160‐180cm程のものもいる。体重は183cmの個体で11.3kgの記録がある。体形は太い。複雑な幾何学模様の斑紋が入るが、落ち葉の上等では保護色になると考えられている。
吻端に1対の角状の突起がある。眼下部に黒い筋模様が入る。毒牙の長さは最大5.5cmに達し、蛇類中最大の毒牙を持つ。
- B. g. rhinoceros

吻端の角状突起が発達する。
目の下に入る模様が一つのみ。

### 毒
主成分は出血毒で、人間の致死量は60mg。本種は毒腺が非常に大きく、一噛みで出す毒量は200-1000mgもあり、適切な治療が行われなければ深刻な状態に成り得る。コンゴ共和国のブラザビルで行われたテストでは、3回の計測の合計が2970mgもあった。但し後述の通り攻撃性は低く、生息地も熱帯雨林で人間の生活圏とは離れているため咬傷は稀である。

## 亜種
- Bitis gabonica gabonica　(Duméril & Bibron, 1854)

## 生態
熱帯雨林に生息する。冷静沈着な性格で性質はおとなしい。危険を感じると噴気音をあげて威嚇するが、ひどく刺激されない限り人を攻撃する可能性は低い。
食性は動物食で、小型哺乳類、小型鳥類といった恒温動物を主に食べるが、ヒキガエル等を食べることもある。体が太く重いため、成体であれば完全に成長したウサギほどの大きさの獲物でも難なく食べることができる。樹上性の猿や小型のローヤルアンテロープなども捕食すると報告されている。枯葉の中に隠れ、獲物が近づくと素早く噛みついて毒を注入する。本種は他のクサリヘビとは違い、一旦噛み付くと、獲物が死ぬまで離さない。
繁殖形態は卵胎生で、1回に8-60頭の幼蛇を産む。

## 画像

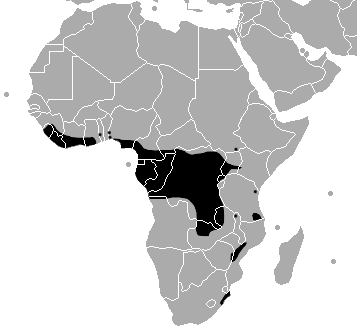
分布